# Obrostowate
Obrostowate (Physciaceae Zahlbr.) – rodzina grzybów z rzędu pałecznikowców (Caliciales).

## Systematyka
Pozycja w klasyfikacji według Index FungorumPhysciaceae, Caliciales, Lecanoromycetidae, Lecanoromycetes, Pezizomycotina, Ascomycota, Fungi.
RodzajeWedług aktualizowanej klasyfikacji Index Fungorum bazującej na Dictionary of the Fungi do rodziny tej należą rodzaje:
- Anaptychia Körb. 1848 – obrostnica
- Awasthia Essl. 1978
- Coscinocladium Kunze 1846
- Culbersonia Essl. 2000
- Dermiscellum Hafellner, H. Mayrhofer & Poelt 1979
- Heterodermia Trevis. 1868 – turzynka
- Hyperphyscia Müll. Arg. 1894 – obrostek
- Mobergia H. Mayrhofer & Sheard 1992
- Phaeophyscia Moberg 1977 – orzast
- Phaeorrhiza H. Mayrhofer & Poelt 1979 – rzęsak
- Physcia (Schreb.) Michx. 1803 – obrost
- Physconia Poelt 1965 – soreniec
- Redonia C.W. Dodge 1973
- Rinodina (Ach.) Gray 1821 – bruniec
- Rinodinella H. Mayrhofer & Poelt 1978 – bruninka
- Tornabea Østh. 1980

Nazwy polskie według W. Fałtynowicza.